# 亞瑟·艾許球場
阿瑟·阿什体育场（英語：Arthur Ashe Stadium）是美國網球公開賽的主球場，位於美國紐約USTA（美国网球协会）比利·简·金网球中心內，於1997年開幕，是世界上最大的室外網球場。為了紀念著名的網球員阿瑟·阿什，所以命名為亞瑟·艾許球場。